# René Liseau
René Friedrichkarl Liseau, född 1949, är astronom. Han är sedan 15 augusti 2007 professor i radioastronomi vid Chalmers och verksam vid Onsala rymdobservatorium. Han har tidigare varit verksam vid Stockholms observatorium och professor i astronomisk rymdforskning där. 